# Червоний кут (фільм)
«Червоний кут» (англ. Red Corner) — фільм-драма вийшов 31 жовтня 1997.

## Зміст
Джек Мур поїхав у справах щодо розширення бізнесу в Китай, де познайомився з місцевою красунею. Але наступного дня вона знайдена мертвою, а американцеві загрожує суворе правосуддя Піднебесної. Єдиним його шансом стає довіра адвоката, яка намагається розібратися в ланцюжку подій тієї ночі.

## Ролі
| Актор                        | Роль              |
| ---------------------------- | ----------------- |
| Річард Гір                   | Джек Мур          |
| Бай Лін                      | адвокат Шень Юлін |
| Bradley Whitford             | Bob Ghery         |
| Байрон Манн                  | Лінь Ден          |
| Peter Donat                  | David McAndrews   |
| Robert Stanton               | Ed Pratt          |
| Tsai Chin (actress)Tsai Chin | Голова суду Ксуу  |
| Джеймс Хонг                  | Лінь Шу           |
| Tzi Ma                       | Li Cheng          |
| Ulrich Matschoss             | Gerhardt Hoffman  |

## Знімальна група
- Режисер — Джон Евнет
- Сценарист — Роберт Кінг
- Продюсер — Джон Евнет, Мартін Хуберті, Гейл Кац
- Композитор — Томас Ньюман